# Fingerklippe
Die Fingerklippe (meistens und afrikaans Vingerklip, selten englisch Rock Finger) ist ein aus Sedimentgesteinsschichten des Tertiär aufgebaute Felsnadel rund 80 km südwestlich der Stadt Outjo und ca. 50 km östlich der Stadt Khorixas im Nordwesten Namibias. Die Fingerklippe ist ein Erosionsrest, eine Art Mini-Zeugenberg einer Schichtstufe, die sich weiter östlich parallel zum und nördlich des Ugab erstreckt. Diese Schichtstufe besteht, wie die Fingerklippe, aus Ablagerungen tertiärzeitlicher Vorläufer des Ugab-Flusssystems und überragt das rezente Tal des Ugab um bis zu 160 Meter. Es handelt sich bei diesen Ablagerungen überwiegend um karbonatisch gebundene Sandsteine und Konglomerate.
Die Spitze der Fingerklippe liegt auf 929 m Höhe über dem Meeresspiegel, der Fels selbst ist etwa 35 Meter hoch und hat an seiner Basis einen Umfang von 44 Metern. Neben der Fingerklippe gibt es in der Gegend noch einige weitere, teils deutlich größere Erosionsreste dieser Schichtstufe, das heißt „echte“ Zeugenberge in Form von Tafelbergen.
Seit dem Kollaps des Mukurob gilt die Fingerklippe als der berühmteste Felsen Namibias.

## Galerie

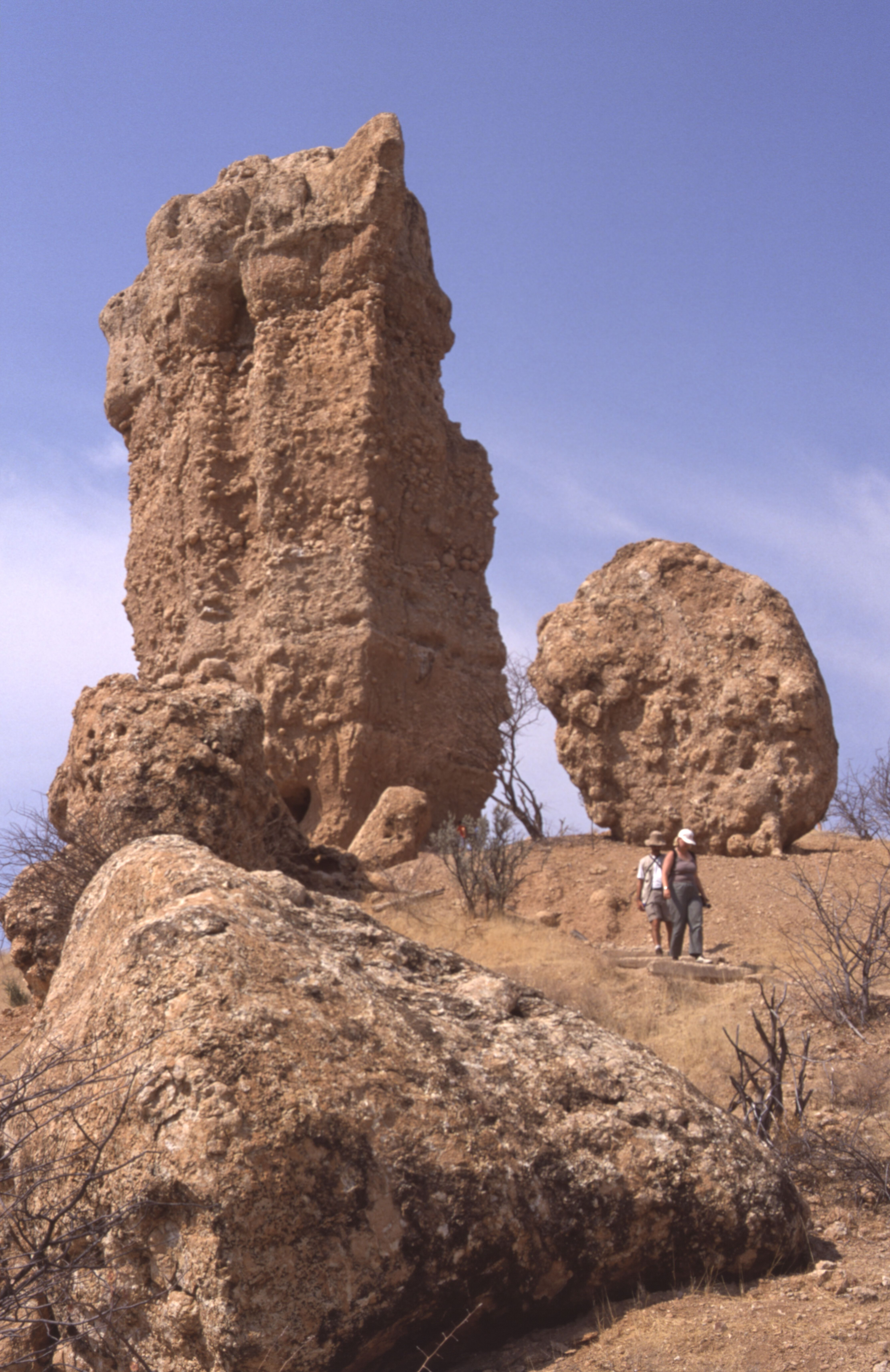
Ansicht von Nordosten (2002)
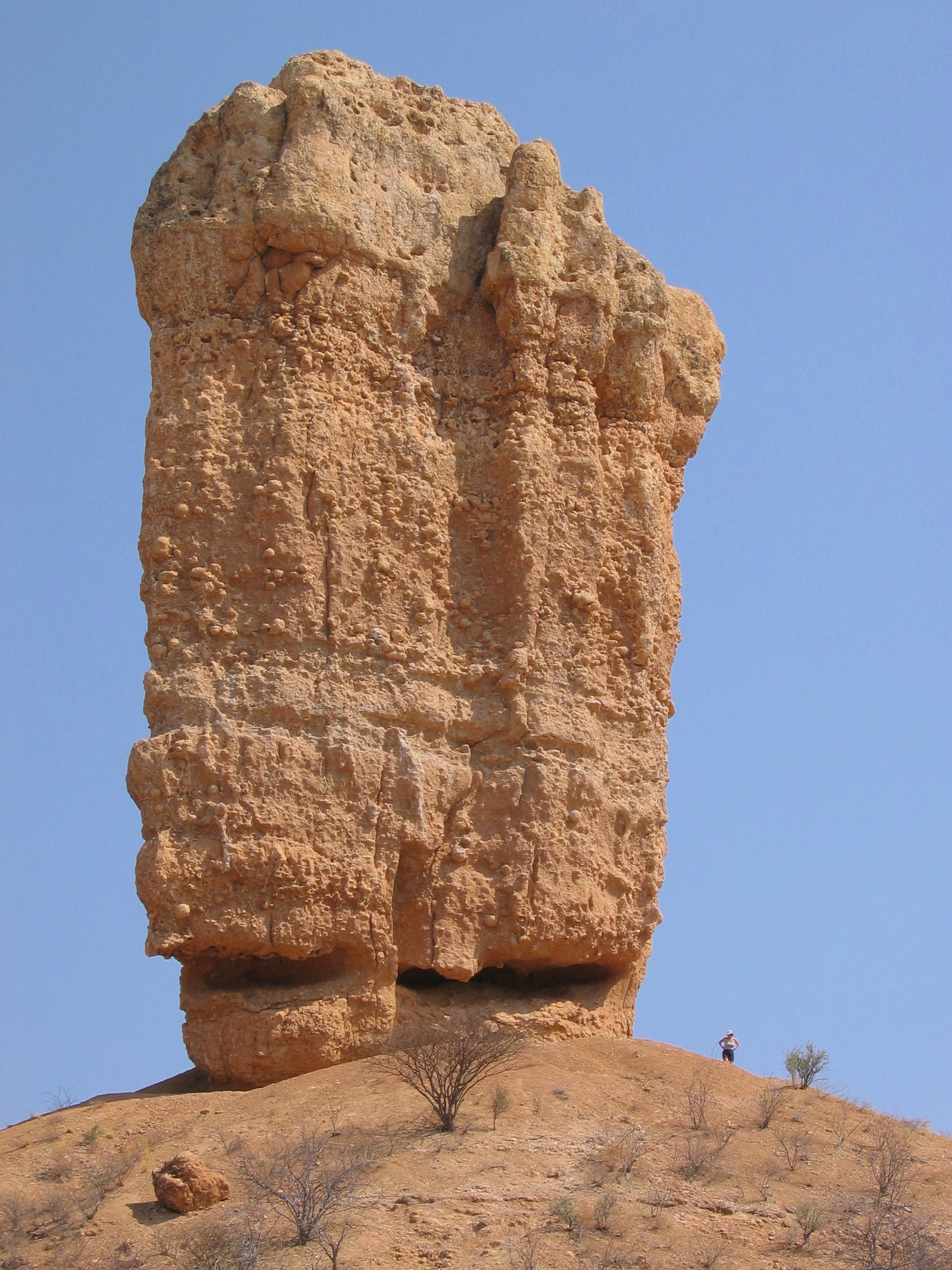
Ansicht von Südosten (2004)
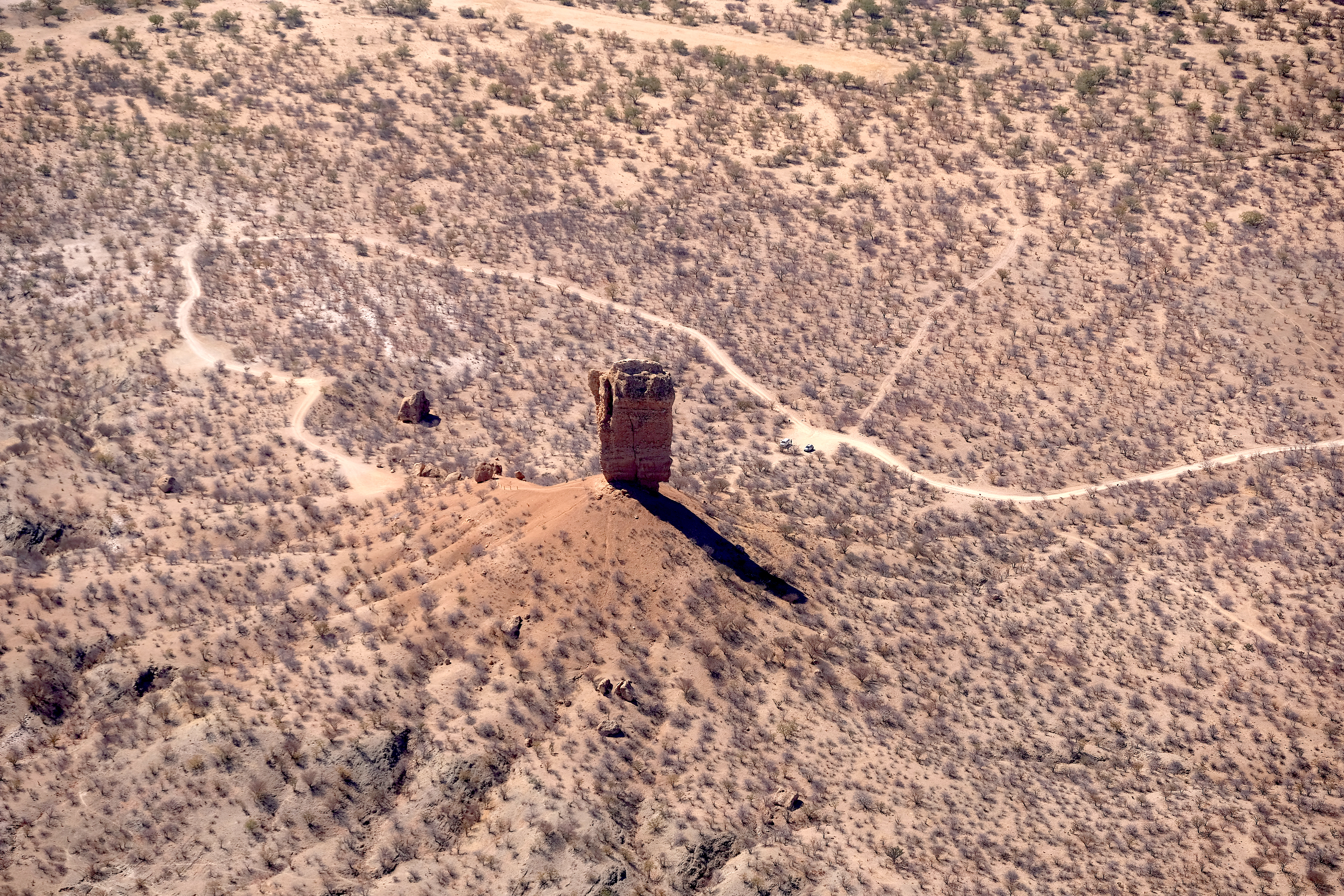
Luftaufnahme von Westen (2018)
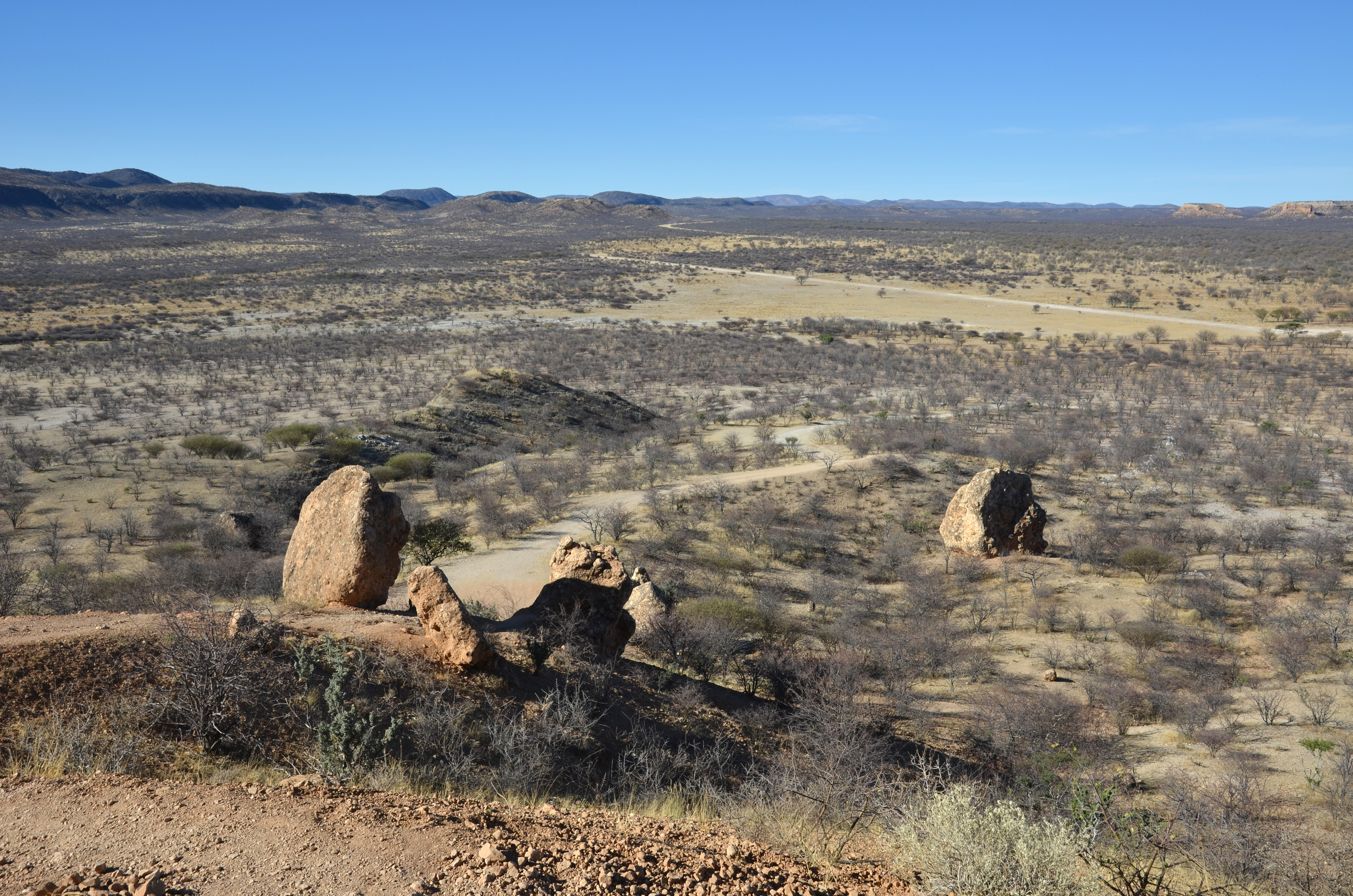
Blick von der Fingerklippe nach Norden
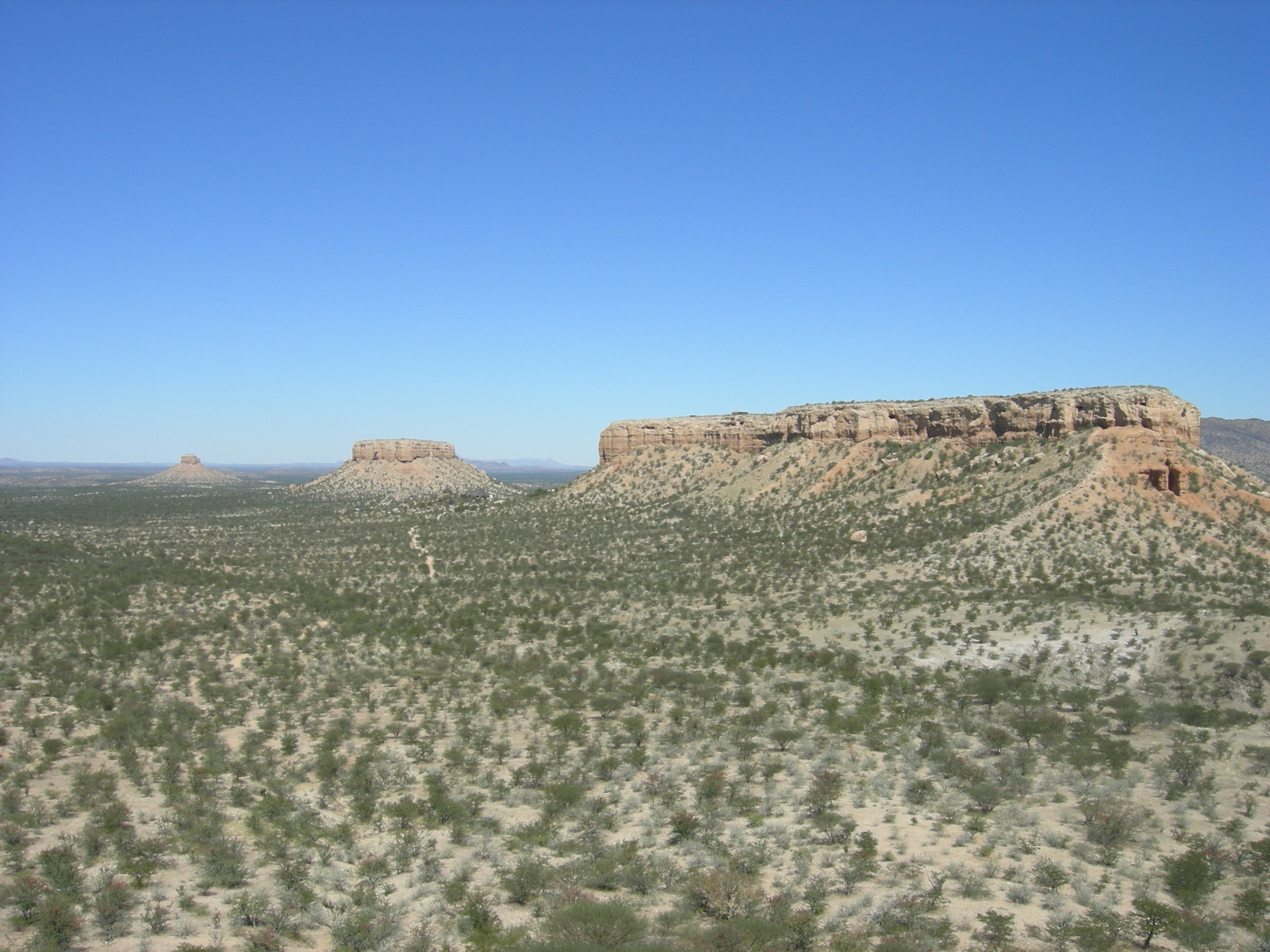
Blick von der Fingerklippe nach Süden
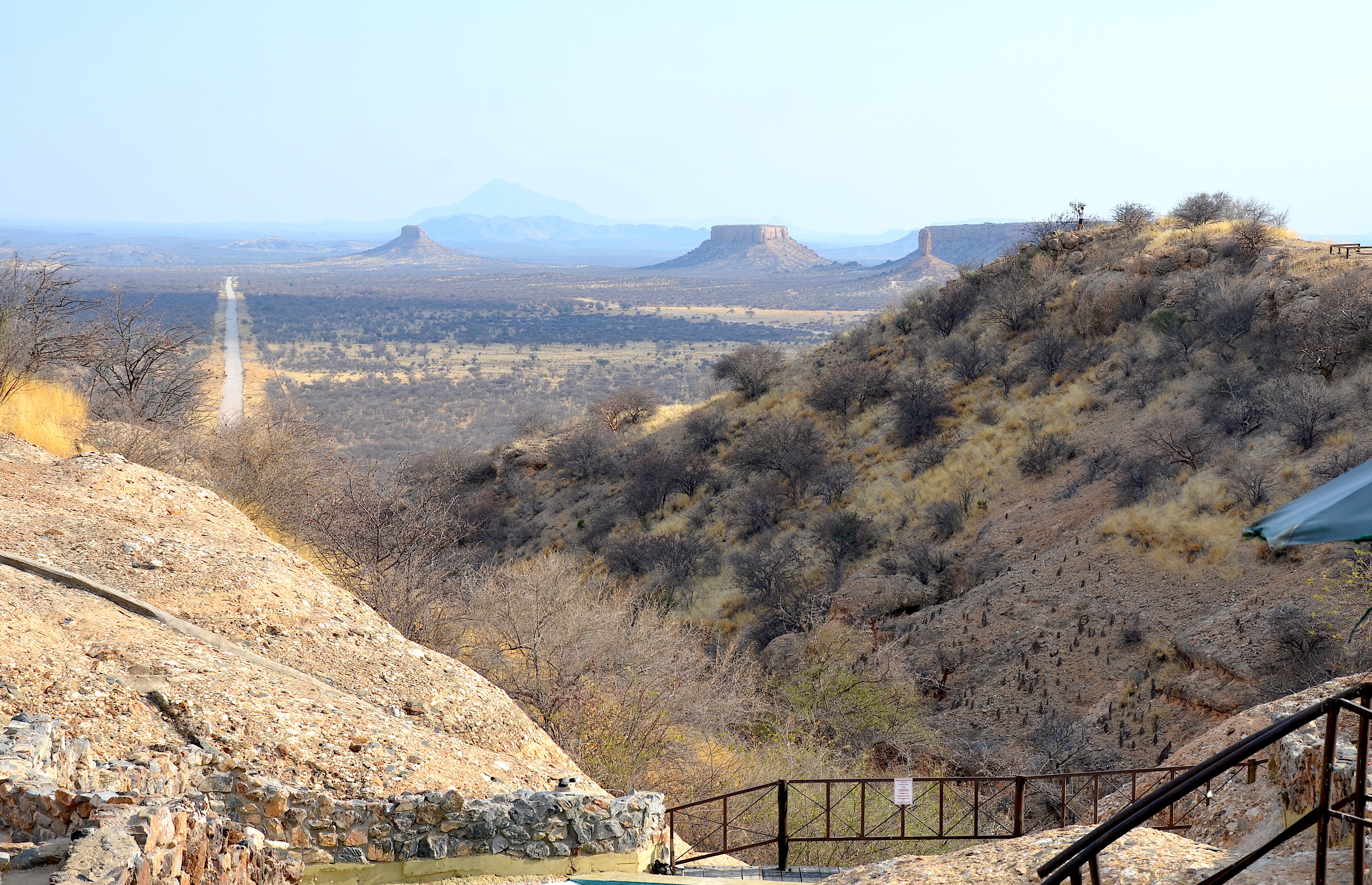
Blick von der Ugab Terrace Lodge nach Süden auf Fingerklippe und benachbarte Tafelberge